# 哈布特盖·那木斯来
哈布特盖·那木斯来（Khavtgai Namsrai，1943年—）蒙古国扎布汗省人，蒙古国理论物理学家。

## 生平
1943年生于扎布汗省。自莫斯科国立大学毕业后，一直在理论物理学领域工作。先后出版了多部专著及科学论文，内容包括非局部量子场论和随机量子力学。他是蒙古科学院院士。2014年，为表彰他对蒙古国的贡献，蒙古国总统查希亚·额勒贝格道尔吉向他颁授蒙古国最高荣誉勋章成吉思汗勋章，他成为第8位获得成吉思汗勋章的人士。在颁授典礼上，总统着重介绍了资深学者对科学的贡献，以及吸引年轻一代投身基础科学的重要性。蒙古科学院物理与技术研究所也向那木斯来博士表示祝贺。